# کریستینا هادسون
کریستینا هادسون (به انگلیسی: Christina Hodson) فیلم‌نامه‌نویس اهل بریتانیا است که بیشتر برای آثاری همچون بامبلبی (۲۰۱۸)، پرندگان شکاری (۲۰۲۰)، و فلش (۲۰۲۳) شناخته شده‌است. فیلم محصول سال ۲۰۱۶ وی تحت عنوان حبس شده در لیست سیاه سال ۲۰۱۲ قرار گرفت، فهرستی از پرطرفدارترین فیلم‌نامه‌های تولید نشده هالیوود، به‌علاوه دو فیلم‌نامه ساخته نشده دیگر. وی از سال ۲۰۱۲ میلادی تاکنون مشغول فعالیت بوده‌است.
هادسون اصالتاً اهل لندن، انگلستان است. او خود را دورگهٔ «تایوانی و قفقازی» توصیف می‌کند. او در مدرسه متوسطه ویمبلدون، واقع در لندن تحصیل کرده‌است.